# Klungerholmen (Fidjar)
Ne doit pas être confondu avec Klungerholmen.
Klungerholmen est une commune et une île dans le landskap Sunnhordland du comté de Vestland. Elle appartient administrativement à Fitjar.

## Géographie
Rocheuse et couverte d'arbres, à l'exception des côtes et de la pointe nord, elle s'étend sur environ 276 m de longueur pour une largeur approximative de 124 m.